# Fusinus undatus
Fusinus undatus är en snäckart som först beskrevs av Gmelin 1791.  Fusinus undatus ingår i släktet Fusinus och familjen Fasciolariidae. Inga underarter finns listade i Catalogue of Life.